# Eucoleus aerophilus
Capillaria aerophila
Espèce
Eucoleus aerophilus, parfois désigné sous le nom de Capillaria aerophila est un ver parasite nématode qui colonise le tractus respiratoire des canidés : renards, chiens, et de divers autres mammifères carnivores ; quelques rares cas de contamination humaine ont été signalés. Bien qu'il soit parfois rangé au nombre des « vers des poumons », ce terme revoie plutôt à d'autres espèces de nématodes. La contamination par C. aerophila est parfois désignée comme la « capillariose pulmonaire ou bronchique », ou plus rarement de « thominxose ». Ce parasite a un cycle de vie « direct », ce qui signifie qu'il accomplit l'intégralité de ses métamorphoses au sein d'un seul organisme-hôte. C. aerophila ne se manifeste généralement que par des symptômes bénins : légère irritation de l’appareil respiratoire, toux ; en revanche, les complications par des infections bactériennes, qui peuvent aller jusqu'à la pneumonie, peuvent aggraver la contamination. L’absorption de vermifuges tels le lévamisole ou le Panacur suffit généralement à éliminer C. aerophila.

## Taxonomie et description
Cette espèce, décrite pour la première fois en 1839 à partir de spécimens découverts dans la trachée d'un loup, fut d'abord baptisée Trichosoma aerophila. Elle a été rattachée au genre Eucoleus (en tant qu’Eucoleus aerophilus) par Dujardin en 1845, puis au genre Capillaria (en tant que Capillaria aerophila) en 1911, et elle est parfois même désignée comme Thominx aerophilum.
Les individus mâles ne mesurent généralement qu'entre 15 et 25 mm de longueur, avec une largeur maximale de 62 µm, alors que la taille des individus femelles va de 18 à 32 mm pour une largeur de 105 µm. Selon certaines sources, les tailles supérieures sont présentes dans le sinus nasal de l'hôte.

## Hôtes et aire de répartition
Capillaria aerophila est apparemment présent partout où vivent des mammifères supérieurs : il affecte, outre les chiens et chats, un nombre considérable de mammifères vivant à l'état sauvage. Voici les espèces-hôtes qui ont été signalées :
- chiens, renard roux et chats dans l’Ancien et le Nouveau monde, et en Océanie
- Lynx boréal (Lynx lynx), Lynx pardelle (Lynx pardinus), martre des pins (Martes martes), furet , Hérisson (Erinaceus sp.), chat sauvage (Felis silvestris) et loups (Canis lupus) en Europe
- Renard gris (Urocyon cinereoargenteus), panthère de Floride (Puma concolor coryi), coyote (Canis latrans), renard nain (Vulpes macrotis), ours noir (Ursus americanus), martre d'Amérique, blaireau, raton laveur (Procyon lotor), chien viverrin (Nyctereutes procyonoides), fouine et opossum (Didelphis virginiana) aux États-Unis
- Renard polaire (Alopex lagopus) en Islande
- Ours brun (Ursus arctos caucasicus) en Russie
- Renard des savanes (Cerdocyon thous) en Amérique latine
- mangouste d'Égypte, zibeline (Martes zibellina) et chacal doré (Canis aureus) en Asie centrale (Azerbaïdjan, République de Bouriatie)
- Chat d'Iriomote, chat-léopard et martre du Japon au Japon

## Galerie

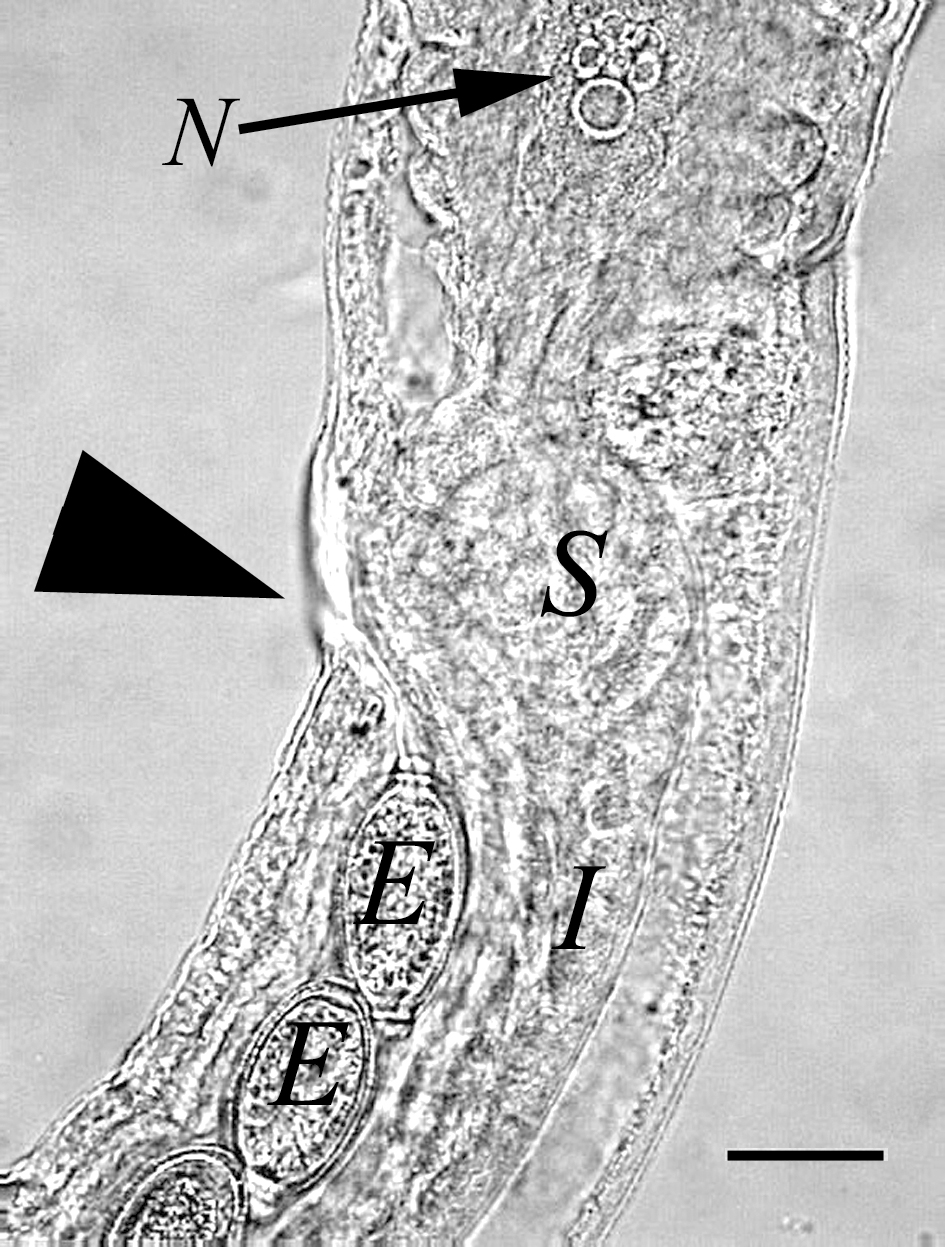
Femelle, région de la vulve et dernier stichocyte
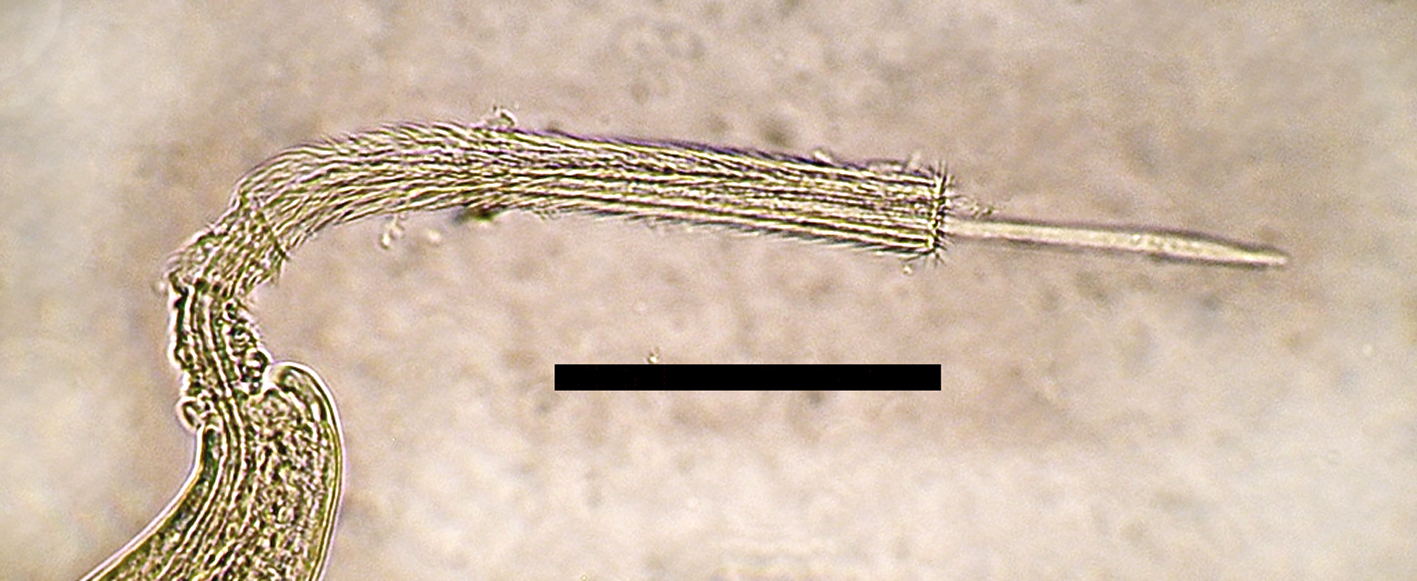
Mâle, extrémité caudale, spicule et gaine du spicule

## Taxonomie
E. aerophilus est l'espèce type du genre Eucoleus.